# Benno Kusche
Benno Paul Kusche (* 30. Januar 1916 in Freiburg im Breisgau; † 14. Mai 2010) war ein deutscher Opernsänger (Bariton). Er wurde seinerzeit als einer der besten Mozart- und Wagnersänger gerühmt, vor allem im Charakter- und Buffofach.

## Leben
Kusche wurde als Sohn des Kunstmalers Paul Kusche und einer Konzertsängerin geboren. Von 1935 bis 1937 besuchte er die Theaterakademie des badischen Staatstheaters in Karlsruhe. Dort entdeckte er seine Begabung als Sänger. Er debütierte 1938 bei den Heidelberger Opernfestspielen. Kusche erhielt sein erstes Engagement 1938 am Theater Koblenz. Von dort wurde er 1939 nach Augsburg berufen. Hier war er bis zur Einberufung zum Kriegsdienst 1941 und, nach Verwundung und Entlassung, weiter von 1943 bis zur Schließung der Augsburger Bühne im Bombenkrieg im Jahre 1944 tätig.
Bald nach dem Zusammenbruch der Nazi-Diktatur spielte er in notdürftig inszenierten Operetten im Kurhaus in Göggingen, damals bei Augsburg, heute ein Stadtteil der Fuggerstadt. Seit 1946 gehörte Kusche als über Deutschland hinaus bekannter Bassbariton der Bayerischen Staatsoper an und war seit 1958 Mitglied der Deutschen Oper am Rhein.
Im Sommer 1951 sang er in der Covent-Garden-Oper in London unter der musikalischen Leitung von Sir Thomas Beecham den Beckmesser in den von Heinz Tietjen inszenierten Meistersinger von Nürnberg. Der Sänger gastierte an den großen Opernbühnen von Wien, Berlin und Stuttgart, an der Mailänder Scala, in London, Florenz, Zürich, Buenos Aires, Bregenz und Brüssel usw. 1971/1972 sang er an der Metropolitan Oper New York.
Der Beckmesser war stets Kusches Paraderolle. Sein zu drastischer Komik neigendes Spiel prädestinierte ihn für den La Roche, den besessenen Theaterdirektor in Capriccio. Weitere wichtige Partien sind Alberich (Ring des Nibelungen), Falstaff, Leporello (Don Giovanni), Herr von Faninal (Der Rosenkavalier), Papageno (Die Zauberflöte), Waldner (Arabella) und Alfonso (Così fan tutte). Mit besonderer Vorliebe gestaltete Kusche Partien in Operetten, vor allem Zsupan (Der Zigeunerbaron), Ollendorff (Der Bettelstudent) und Frank (Die Fledermaus) wurden zu seinen Paraderollen. Im WDR Köln gehörte er in den 1950er- und 1960er-Jahren zum Ensemble um den Dirigenten Franz Marszalek. Unter seiner Leitung nahm Kusche nicht nur bekannte Operetten wie Schwarzwaldmädel, Gasparone oder Gräfin Mariza, sondern auch ausgesprochene Raritäten wie die Johann-Strauss-Operette Jabuka und Paroli von Leo Fall auf. Auch trat Kusche in Werken des modernen Musiktheaters in Erscheinung, etwa als Tierbändiger in Lulu und in Buffo-Gestalten in Orffs Bühnenwerken usw. Zuletzt (bis 1998) stand er in Augsburg als Tevje in Anatevka regelmäßig auf der Bühne.
Der Künstler machte gerne Ausflüge in die leichtere Unterhaltung. So spielte er beispielsweise
in dem Film Nackt wie Gott sie schuf mit (mit Birgit Bergen und Ellen Schwiers), oder übernahm kleine Rollen in den Heimatfilmen Ein Sommer, den man nie vergißt (mit Claus Biederstaedt, Karin Dor, Fita Benkhoff), Mein Mädchen ist ein Postillion (mit seiner Frau Christine Görner und den Kessler-Zwillingen) oder trat als Gaststar am 5. Mai 1976 in der Kultserie Klimbim auf. 1975 spielte er für das ZDF an der Seite von Julia Migenes, Bruce Low u. a. den Bürgermeister in der Operette Viktoria und ihr Husar und wirkte ferner in Noch 'ne Oper. Ein musikalischer Spaß an der Seite von Margit Schramm, Rudolf Schock und Ilse Werner mit.
Kusche war Bayerischer Kammersänger und Träger des Bundesverdienstkreuzes 1. Klasse und des Bayerischen Verdienstordens.
Kusche hat aus erster Ehe eine Tochter Eveline. Seit 1960 war er in zweiter Ehe mit der Schauspielerin und Soubrette Christine Görner verheiratet. Die Ehe wurde 1986 geschieden. Der gemeinsame Sohn des Paares Christian Kusche-Tomasini arbeitet als Filmkomponist in Italien.

## Diskografie (Auswahl)

### Schallplatten
- Meistersinger von Nürnberg (neben Rudolf Schock) (EMI)
- Die Kluge (EMI)
- Lulu (neben A. Rothenberger) (EMI)
- Meistersinger von Nürnberg (BMG)
- Gasparone 1956, mit Josef Metternich, Dirigent Franz Marszalek
- Die Fledermaus 1976, Dirigent Carlos Kleiber (DG 457 765-2)
- Der Zigeunerbaron 1954, Dirigent Franz Marszalek (EMI / Ariola Eurodisc 71680/81 IE)
- Der fidele Bauer 1963, mit Heinz Hoppe, Symphonie-Orchester Graunke, Dirigent Carl Michalski (EMI)
- Der Vogelhändler, mit seiner Frau Christine Görner (Amiga)
- Robert Stolz - Meine schönsten Melodien, mit seiner Frau Christine Görner (Europa)
- Operettenquerschnitte, oft mit seiner Frau Christine Görner (EMI)
- Operettenquerschnitte (BMG)

### Aufnahmen für Radio und Fernsehen
- Operettenaufnahmen WDR Köln
- Zum Blauen Bock
- Klimbim
- und anderes
- Der Rosenkavalier, mit Benno Kusche, Brigitte Fassbaender, Gwyneth Jones, Lucia Popp, Manfred Jungwirth, Anneliese Waas, David Thaw, Gudrun Wewezow, Francisco Araiza; Regie: Otto Schenk, Dirigent: Carlos Kleiber, Orchester und Chor der Bayerischen Staatsoper (Bayerische Staatsoper 1979)
- 1980: J. R. R. Tolkien: Der Hobbit – Regie: Heinz Dieter Köhler (Hörspiel – WDR)